# La giustizia privata di un cittadino onesto
La giustizia privata di un cittadino onesto (Sunday in the Country) è un film del 1974 diretto da John Trent.
È un film poliziesco drammatico di produzione canadese e britannica con Ernest Borgnine, nel ruolo di un contadino che decide di farsi giustiziere e catturare tre rapinatori di banca, Michael J. Pollard e Hollis McLaren.

## Produzione
Il film, diretto da John Trent su una sceneggiatura di Robert Maxwell e dello stesso Trent con il soggetto di David Main, fu prodotto da David Perlmutter per la Impact Films e la Quadrant Films con l'assistenza di Canadian Film Development Corporation dal 9 luglio al 14 agosto 1973.

## Distribuzione
Il film fu distribuito dal 28 marzo 1975 al cinema in Canada dalla Ambassador Film Distributors e nel Regno Unito dalla Impact Quadrant.
Alcune delle uscite internazionali sono state:
- negli Stati Uniti il 22 novembre 1974 (Blood for Blood e Vengeance Is Mine)
- in Norvegia il 17 gennaio 1975 (Farlig søndag)
- in Germania Ovest nel marzo del 1987 (Killing Machine)
- in Grecia (Agios i ektelestis)
- in Svezia (En stilla blodig söndag)
- in Italia (La giustizia privata di un cittadino onesto)

## Promozione
Le tagline sono:
- "Adam Smith thinks the law is too kind to killers.".
- "Suddenly, on a peaceful Sunday in the country, one man was forced to defend his home and his family!".
- "Not since Peckinpah's STRAW DOGS has the screen exploded with such righteous vengeance.".
- "A Quiet Title for An Explosive Movie".